# Abibou Tchagnao
Abibou Tchagnao (Lomé, 23 de maio de 1975) é um ex-futebolista profissional togolês que atuava como defensor.

## Carreira
Abibou Tchagnao representou o elenco da Seleção Togolesa de Futebol no Campeonato Africano das Nações de 1998 e 2000.